# 마스터돔 작전
마스터돔 작전(Operation Masterdom), 남부저항전(베트남어: Nam Bộ kháng chiến)은 제2차 세계 대전 직후 일어난 군사 충돌중 하나로 일본의 항복 이후 혼란스러워진 베트남에서 영국군, 인도군, 프랑스군, 일본 남방군, 비엣민 및 다양한 베트남의 공산주의 단체, 기타 베트남 민병대들이 서로 얽힌 전쟁이다.
이 전쟁은 45년간 진행된 인도차이나 전쟁의 서막을 알린 전쟁으로, 프랑스군과 영국군은 남방군을 항복시키는 데에는 성공했으나 이후 제1차 인도차이나 전쟁으로 이어지게 된다.

## 같이 보기
- 중화민국의 인도차이나 북부 점령